# 長洲渡輪碼頭

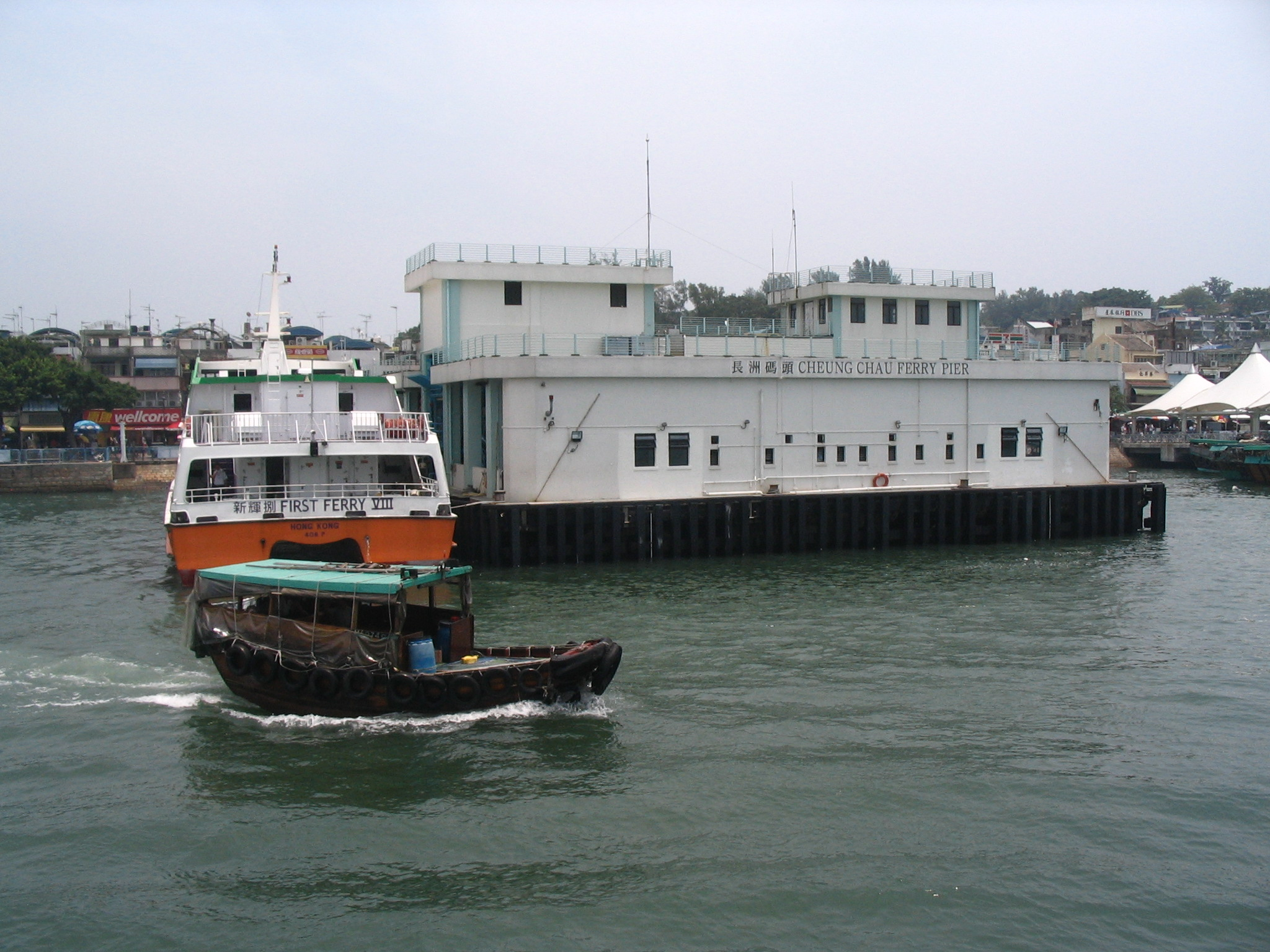
長洲渡輪碼頭

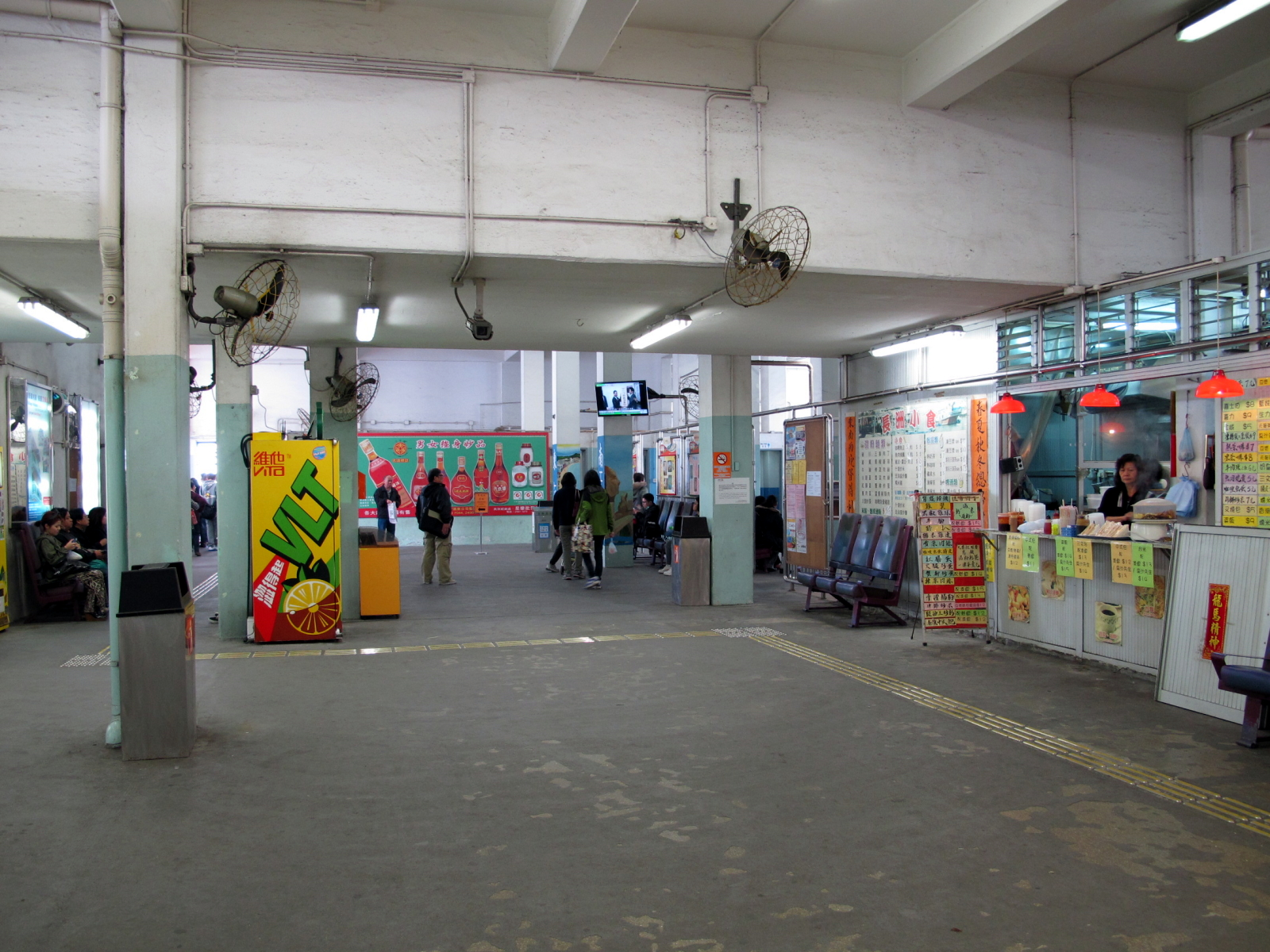
碼頭等候區

長洲渡輪碼頭（英語：Cheung Chau Ferry Pier）是香港長洲島民日常對外交通的樞紐，是港外線渡輪碼頭，位於長洲的中西部沿岸，其西邊是長洲避風塘，南面毗鄰為長洲公眾碼頭，西邊是長洲最繁盛的市中心新興海傍街。原來的長洲渡輪碼頭位於現時的新興街，1970年代遷至今址。
現在，長洲渡輪碼頭由新渡輪投得專營權，設有一條往來中環碼頭的渡輪服務，此外也有橫水渡（Inter Islands）服務，來往芝麻灣、梅窩和坪洲。
新渡輪經營的長洲渡輪服務，分為普通渡輪和高速船兩種。普通渡輪俗稱慢船/大船，航程約一小時，分3-4層，其豪華艙設於頂層，設有空調。高速船俗稱快船，航程約35分鐘，分2-3層，均設有空調。
長洲渡輪碼頭接受八達通繳付船費，但只有豪華位會發出收據，上船後需把豪華位的收據交給船員，以供查閱。碼頭候船區設有飲料自動販賣機。碼頭的小食店開設於碼頭收費範圍內，有麵包、炒麵、腸粉、咖哩魚旦等。現行香港法例規定，在碼頭範圍內及船上禁止吸煙。
現時的渡輪上，小賣部是自助式，從前的火腿蛋香腸公仔麵現已沒有了。如今，只有汽水和小食自動販賣機，並只接受八達通付款。

## 重建碼頭
2020年10月，位於新興海傍街的長洲渡輪碼頭在假日的使用量已接近飽和，碼頭結構呈現老化情況，土木工程拓展署提出重建長洲渡輪碼頭，以應付日益增加的需求。提出在近水務署長洲廠重建渡輪碼頭，並計劃在新碼頭投入運作後，拆卸現有渡輪碼頭，騰出該水域以供船隻使用。不過，受政府財政赤字影響，政府需重新考慮重建計劃。